# Melananthus multiflorus
Melananthus multiflorus là loài thực vật có hoa trong họ Cà. Loài này được Carvalho mô tả khoa học đầu tiên năm 1966.